# Johanna Pärli
Johanna Pärli (* 1989) ist eine Schweizer Jazzmusikerin (Kontrabass).

## Wirken
Pärli beendete ihre akademische Ausbildung 2019 an der Hochschule der Künste Bern mit einem Master.
Pärli leitet eigene Grupen, ist aber auch als Sidewoman unterwegs. Mit Hannah Adriana Müller und Sonja Ott bildete sie das Pop-Jazz-Trio «Die Drei»,  das für den ZKB Jazzpreis 2022 nominiert wurde und 2023 das Album Mäandern veröffentlichte. Mit der Sängerin Vera Baumann gründete sie das Duo «pärli*baumann». Mit dem Schlagzeuger Nicolaus Wolf führt sie Wanderkonzerte und andere Aufführungen in der Natur mit Gästen wie Vera Kappeler, Tizia Zimmermann, Kristina und Evelyne Brunner oder Robert Morgenthaler durch. Weiterhin spielte sie in der Rockjazz-Gruppe «Forlorn Elm», im Programm «Goodbye Glacier» von Sonia Loenne und Michael Cina und in Lukas Briners Ensemble «Hyla Cruzifer».